# Hybrydogeneza żab zielonych

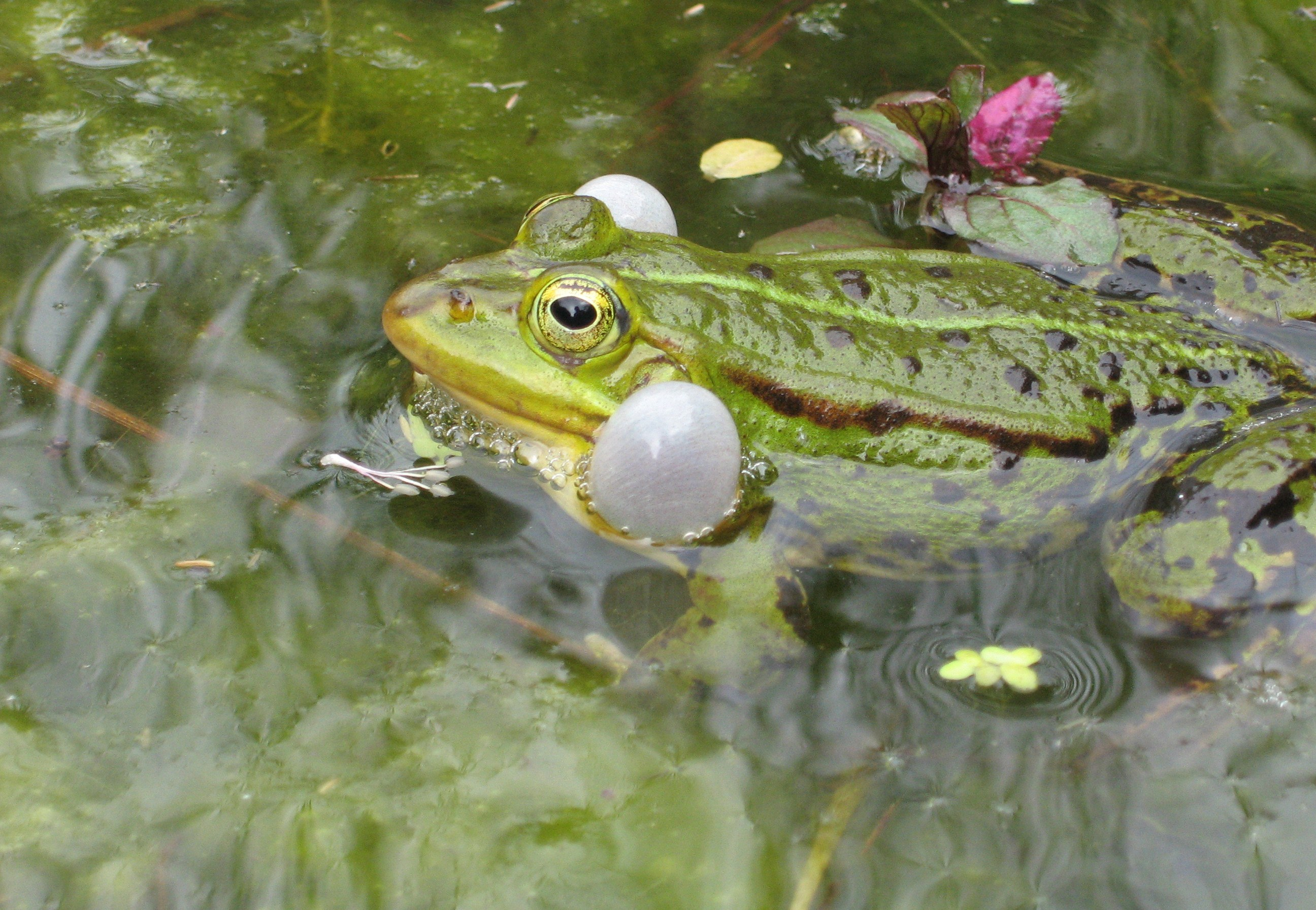
Wydający głos samiec żaby wodnej z rezonatorami

Hybrydogeneza u żab zielonych – hybrydogeneza zachodząca u żab zielonych, które tworzą sztuczną grupę systematyczną w rodzaju Pelophylax. U polskich żab zielonych kleptonami (mieszańcami powstałymi na drodze hybrydogenezy) są następujące gatunki Pelophylax sp.:
- P. kl. esculentus – żaba wodna (P. lessonae × P. ridibundus),
- P. kl. grafi (P. perezi × P. ridibundus)[1],
- P. kl. hispanicus (P. bergeri × P. ridibundus lub P. kl. esculentus – nie ma pewności)[1]

i być może P. demarchii oraz P. terentievi.

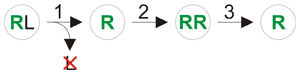
Typowa gametogeneza u żaby wodnej Pelophylax kl. esculentus (w systemie L-E). 1 – eliminacja genomu żaby jeziorkowej Pelophylax lessonae, 2 – duplikacja (endoreduplikacja) genomu żaby śmieszki P. ridibundus – przywrócenie diploidalnej liczby chromosomów, 3 – mejoza, L i R – genomy żaby jeziorkowej i śmieszki

Żaba wodna (Pelophylax kl. esculentus) jest płodnym mieszańcem dwóch pozostałych krajowych gatunków żab zielonych – żaby jeziorkowej (P. lessonae) oraz żaby śmieszki (P. ridibundus). Rozmnaża się i powstaje jednak głównie poprzez krzyżówki wsteczne samic z samcami jednego z gatunków rodzicielskich (P. kl. esculentus × P. lessonae lub rzadziej × P. ridibundus).
Cechą charakterystyczną hybrydogenezy jest to, że gamety wytwarzane przez hybrydy nie zawierają mieszaniny genomów rodzicielskich. Normalnie na skutek niezależnej segregacji chromosomów i crossing-over podczas mejozy gamety zawierają mieszaninę genów pochodzących od obojga rodziców osobnika wytwarzającego gamety, w przypadku hybrydogenezy natomiast zawierają one nienaruszony jeden z genomów rodziców (w szczególnych przypadkach obydwa). Dzieje się tak, ponieważ zwykle genom jednego z gatunków rodzicielskich jest usuwany przed mejozą podczas gametogenezy. Brakujący genom jest potem przywracany zwykle w wyniku krzyżówki wstecznej z odpowiednim gatunkiem rodzicielskim.
Hybrydogeneza u żaby wodnej jest więc hemiklonalnym sposobem rozmnażania się – połowa genomu hybrydy jest przekazywana nietknięta klonalnie z pokolenia na pokolenie (genom R w tzw. systemie L-E) – niezrekombinowana z genomem gatunku rodzicielskiego (L tutaj), podczas gdy druga połowa (L) jest przekazywana płciowo – otrzymywana w każdym pokoleniu poprzez krzyżowanie się z gatunkiem rodzicielskim (P. lessonae w systemie L-E).
|  |  |

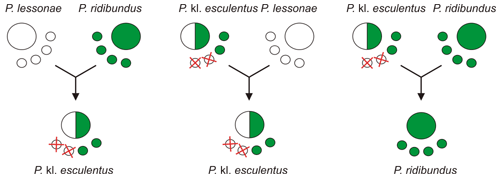
Typowy sposób międzygatunkowego krzyżowania się żaby jeziorkowej (Pelophylax lessonae), śmieszki (Pelophylax ridibundus) i będącej ich mieszańcem żaby wodnej (Pelophylax kl. esculentus, P. lessonae × P. ridibundus) w natywnym systemie populacji LE (lessonae-esculentus) z dodatkowymi inwazyjnymi P. ridibundus. Na ogół krzyżują się samice P. kl. esculentus × samce P. lessonae oraz samice P. ridibundus × samce P. lessonae. Hybrydy P. kl. esculentus × P. kl. esculentus giną bardzo wcześnie na etapie kijanek P. ridibundus i nie ma ich na tym schemacie
Duże kółka oznaczają dorosłe żaby, małe – gamety, brak gamet zawierających genom jednego z gatunków rodzicielskich.

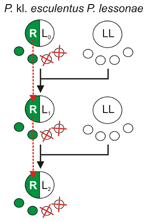
Pelophylax kl. esculentus są tutaj hemiklonem, ponieważ mają tę samą połowę genomu (haplotyp ', czerwone strzałki). Na przykładzie systemu L-E.

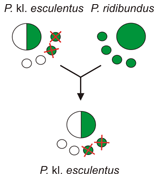
Typowa hybrydyzacja pomiędzy żabą wodną a śmieszką w systemie R-E.

W najbardziej rozpowszechnionym systemie populacji L-E (lessonae-esculentus) żaby P. kl. esculentus podczas gametogenezy wykluczają genom P. lessonae i wytwarzają wyłącznie gamety P. ridibunda, co oznacza, że żaba wodna wytwarza gamety żaby śmieszki (ilustracje u góry). Są jednak jeszcze inne systemy, spośród których najbardziej znany jest system R-E (ridibunda-esculentus). W tym przypadku żaby P. kl. esculentus wytwarzają głównie (ale nie wyłącznie) gamety P. lessonae.

W systemie L-E P. kl. esculentus muszą krzyżować się z P. lessonae, żeby powstały nowe hybrydy, w systemie R-E z P. ridibundus (ilustracja z lewej strony). P. lessonae i P. ridibundus mają odmienne wymagania w stosunku do środowiska i zwykle nie występują razem.
Ponadto P. kl. esculentus mogą być nie tylko diploidalnymi hybrydami (LR), ale w niektórych rejonach również triploidalnymi (LLR i LRR), a nawet tetraploidalnymi (LLRR). Triploidalne hybrydy umożliwiają istnienie populacji P. kl. esculentus bez gatunków rodzicielskich P. lessonae i P. ridibundus, jednakże teoria ta zawiera wciąż luki, a pomimo dziesiątek lat badań niewiele jest wiadomo o tych żabach.
| Dorosłe żaby (P. kl. esculentus) | Dorosłe żaby (P. kl. esculentus) | Gamety |
| LLR                              | →                                | L      |
| LR                               | →                                | LR*, R |
| LRR                              | →                                | R      |

| Gamety  | Gamety | Potomstwo | Potomstwo         |
| L + L   | →      | LL        | P. lessonae       |
| L + LR* | →      | LLR       | P. kl. esculentus |
| L + R   | →      | LR        | P. kl. esculentus |
| LR* + R | →      | LRR       | P. kl. esculentus |
| R + R   | →      | RR        | P. ridibundus     |

| Dorosłe żaby (P. kl. esculentus) | Dorosłe żaby (P. kl. esculentus) | Gamety |
| LLR                              | →                                | L      |
| LR                               | →                                | LR*, R |
| LRR                              | →                                | R      |

| Gamety  | Gamety | Potomstwo | Potomstwo         |
| L + L   | →      | LL        | P. lessonae       |
| L + LR* | →      | LLR       | P. kl. esculentus |
| L + R   | →      | LR        | P. kl. esculentus |
| LR* + R | →      | LRR       | P. kl. esculentus |
| R + R   | →      | RR        | P. ridibundus     |